# Franz Karl Achard
Franz Karl Achard (Berlino, 28 aprile 1753 – Wińsko, 20 aprile 1821) è stato uno scienziato tedesco multidisciplinare.
Sviluppò, fra le altre cose, un procedimento fisico-chimico per ottenere industrialmente lo zucchero dalla bieta.

## Gli inizi
Franz Karl Achard proveniva da una famiglia di commercianti benestanti ugonotti originaria del Delfinato (Francia) di dove emigrarono a seguito della revoca (1685), da parte di Luigi XIV, dell'Editto di Nantes che il nonno Enrico IV aveva proclamato nel 1596, concedendo con questo la libertà di culto ai francesi. Il padre Guglielmo aveva studiato teologia a Ginevra e nel 1743 si era trasferito a Berlino ove aveva ottenuto un posto nella chiesa della comunità dei profughi francesi.
Altri appartenenti alla famiglia erano colà giuristi, teologi e banchieri nonché membri della Accademia delle scienze, eminenti esponenti della comunità francese in Berlino. Il padre morì appena due anni dopo la nascita di Franz Karl e la sua vedova Margherita si risposò quattro anni dopo con un fabbricante di arazzi.
Della giovinezza di Franz Karl non si sa molto. Egli ebbe una conoscenza delle scienze naturali tipica degli autodidatti ed iniziò a lavorare in questo campo dall'età di 19 anni. Due anni dopo fu accolto come membro degli “Amici della Compagnia dei ricercatori della Natura” in Berlino. Era uno spirito piuttosto indipendente e bizzarro e negli atti della “Compagnia” sta scritto, a questo proposito, che: “…questo signore vive del proprio denaro e lavora solo secondo i suoi gusti.” Nel 1775 Achard inviò alcuni esempi delle sue ricerche scientifiche al re di Prussia Federico II e con il benevolo appoggio del sovrano trovò l'anno successivo un posto nel laboratorio di chimica di Andreas Sigismund Marggraf della Reale Accademia Prussiana delle Scienze. Nel 1778 gli fu concesso uno stipendio.

## L'attività scientifica
Achard era uno sperimentatore eccellente ed un buon organizzatore ma non amava molto la speculazione teorica. Affrontò come fisico, chimico e biologo una molteplice varietà di problemi. Un comportamento siffatto nell'ambiente scientifico di allora era ancora possibile ed abituale: anche l'Accademia delle Scienze era ancora strutturata in modo interdisciplinare. Egli subentrò nel 1782 al Marggraf nella direzione del reparto. La sua versatilità e la sua laboriosità erano eccezionali. Anche le sue difficoltà finanziarie ne avevano parte: egli si indebitava sia per poter effettuare i suoi esperimenti che per esigenze personali e doveva impegnare il suo stipendio, che era considerevole per quei tempi. Non poteva più contare sul sostegno della sua famiglia e spesso sperava di poter trarre dei vantaggi economici dalla scelta del suo campo di attività. Anche presso i colleghi e coloro che lo seguivano destava spesso dei dubbi sulla validità scientifica delle sue imprese. L'esplorazione della elettricità, dopo i tentativi di Luigi Galvani, era un tema scientifico all'ordine del giorno.. Egli studiò parecchi gas, sviluppò macchine per produrre ossigeno e con quelle fondere i metalli e migliorare l'aria negli ospedali. Esplorò metalli e minerali e pubblicò lavori in merito. Riuscì per la prima volta a fondere il platino.
Su richiesta del re lavorò negli anni '80 per provare l'utilizzabilità di piante locali nella colorazione delle fibre tessili, al fine di diminuire gli elevati costi dei coloranti di importazione straniera. Rese familiari la novità e la finezza dei colori berlinesi presso gli artigiani. Come altri membri dell'Accademia teneva la sera pubbliche lezioni sulle sue ricerche: le sue esposizioni erano molto apprezzate. Promosse la conoscenza soprattutto dello sviluppo scientifico con esperimenti visibili al pubblico.
Achard condusse anche delle ricerche sulle coltivazioni di tipi di erba francese ed inglese, con le quali doveva migliorare il nutrimento degli animali da lavoro. Nuovamente su incarico del re condusse una ricerca su un'area sperimentale a Lichtenberg presso Berlino, per valutare le possibilità di rendere coltivabili sul suolo prussiano piante straniere di tabacco o migliorare la qualità di quelle locali.
Nel 1795 Achard fabbricò un telegrafo ottico da campo portatile e lo provò fra Spandau e Berlino. Archard suggerì di inviare le informazioni con l'aiuto di figure geometriche. Egli trasmise numerose parole ed espressioni e si intestò un lessico per telegrafo in lingua franco-tedesca. Non ebbe successo poiché i prussiani preferirono continuare con i tradizionali messaggeri a cavallo, che potevano viaggiare anche di notte.. Achard fece anche installare su alcuni edifici privati di Berlino il parafulmine, così come su cattedrali tedesche e francesi. Egli apprese del successo dei fratelli Montgolfier con palloni aerostatici ad aria calda e, solo pochi mesi dopo nel periodo a cavallo fra 1783 e 1784, lanciò nel cielo di Berlino palloni pieni di aria e gas diversi. Achard era diventato uno scienziato famoso, membro di organizzazioni scientifiche varie in patria ed all'estero.
Dal 25 luglio 1783 divenne socio dell'Accademia delle scienze di Torino.

## La produzione di zucchero
Il suo maestro e predecessore all'Accademia Andreas Sigismund Marggraf aveva per la prima volta dimostrata la presenza di zucchero nella bieta e tenuto anche una conferenza all'Accademia per illustrare la sua scoperta, ma questo non aveva avuto alcun seguito pratico. Nel 1782 Achard riprese l'argomento ed iniziò nel podere di Kaulsdorf, nei pressi di Berlino, le sue ricerche per estrarre lo zucchero da una pianta europea. Coltivò numerose piante per verificarne l'idoneità e si decise per la barbabietola da foraggio, di cui cercò la varietà migliore allo scopo. Dopo una pausa di alcuni anni (la sede ove effettuava questi esperimenti a Kaulsdorf era andata a fuoco nel 1786) Achard proseguì le sue ricerche nel 1792 nella propria tenuta. In una petizione al re del gennaio 1799 si dichiarava fiducioso di poter estrarre lo zucchero dalla barbabietola e gli chiedeva una grossa somma a mutuo. Evidentemente Federico Guglielmo III di Prussia ed i suoi consiglieri riconobbero il potenziale di questo progetto e solo pochi giorni dopo approvarono l'erogazione della considerevole somma di 50 000 talleri. Achard acquistò un podere in Cunern, situato presso l'Oder nella odierna Polonia, e vi preparò la produzione. Nel 1801 furono raccolte colà 250 tonnellate di barbabietola e trasformate in zucchero l'anno successivo nel nuovo impianto che Achard aveva progettato e fatto costruire. La produzione proseguì fino alla fine del 1806, quando a causa dei disordini provocati dalla guerra franco-prussiana, una parte dei fabbricati fu vittima di un incendio. Achard era rovinato e dovette nuovamente indebitarsi parecchio. Solo nel 1810 il re gli concesse la sua benevolenza. Lo stabilimento fu ricostruito in dimensioni ridotte e servì dal 1812 al 1815 come impianto dimostrativo per l'insegnamento del metodo di produzione ed ebbe come allievi anche molti stranieri. Nel frattempo la salute di Achard era stata seriamente compromessa ed egli trascorse i suoi ultimi anni di vita in condizioni deprimenti. Morì povero e dimenticato proprio a Cunern.

## Sviluppi successivi
Con qualche ritardo l'attività di estrazione dello zucchero dalla barbabietola riprese. Negli anni trenta la tecnica di produzione si sviluppo partendo da quella che Achard aveva ideato e messa in pratica, diventando un'industria fiorente ed altamente efficiente. Essa fu l'antesignana di diversi processi industriali della nascente età delle macchine. Tecniche quali l'estrazione, la filtrazione, la vaporizzazione e la cristallizzazione, la centrifugazione e l'essiccazione e le varie tecniche di recupero dei vapori di scarico furono successivamente utilizzate anche in altri settori industriali.
La produzione dello zucchero dalla barbabietola minacciò e poi eliminò il monopolio dello zucchero di canna delle potenze coloniali. Fin dall'inizio dello sviluppo queste tentarono di corrompere Achard. C'è quantomeno una fonte storica che riporta come produttori inglesi di zucchero di canna gli avessero promesso fino a 200 000 talleri nel caso egli avesse dichiarato che dai suoi esperimenti la barbabietola risultasse inadatta alla produzione di zucchero e quindi avesse interrotto definitivamente il lavoro di ricerca.
L'impulso alla produzione di zucchero dalla barbabietola in Europa giunse tuttavia da un evento economico-politico del tempo: il Blocco continentale, che riducendo al lumicino le importazioni di zucchero di canna (tutte via mare dal Sud America), ne fece andare il prezzo in Europa alle stelle, favorendo così la ricerca di alternative e lo sviluppo di investimenti in stabilimenti. Della cosa si occupò per la Francia personalmente Napoleone Bonaparte. Un banchiere ed uomo d'affari francese, Benjamin Delessert, appassionato di storia naturale, studiò il processo produttivo di Achard, lo perfezionò ed aprì il primo stabilimento in Francia nel 1812. Fecero presto seguito le aperture di molti altri stabilimenti. Dopo la caduta di Napoleone lo zucchero di canna ritornò disponibile ed il suo prezzo era concorrenziale, cosicché il processo di sviluppo di nuovi stabilimenti di estrazione dello zucchero dalla bieta in Europa subì una battuta d'arresto. Ma presto l'iniziativa riprese, aiutata anche dal progressivo rincaro dello zucchero di canna americano conseguente all'abolizione graduale dello schiavismo nei paesi produttori.

## La vita privata di Achard
La sua vita privata da adulto, fu ancor più variegata, e disordinata della sua attività scientifica senza il vantaggio dei successi di quest'ultima. Nel 1776 si innamorò di una divorziata di nove anni più anziana di lui e per giunta con figlia di primo letto a carico. Poiché la fidanzata era di origini molto modeste ed inoltre non apparteneva alla chiesa riformata francese, la famiglia di Archard si oppose al matrimonio, che fu comunque celebrato nella chiesa della comunità militare. Archard fu comunque diseredato dalla sua famiglia. Il matrimonio non durò molto e sette anni dopo i due divorziarono. Pochi anni dopo le cose si complicarono poiché Archard iniziò una relazione con la ex figliastra che, diciassettenne, gli diede una figlia nel 1787 e successivamente un figlio nel 1791. La cosa destò molto scandalo e parenti e colleghi presero le debite distanze. Anche questo legame si interruppe e nel 1796 è documentato l'inizio della relazione con una domestica dalla quale ebbe due figli. Nel 1802 lasciò Berlino e si trasferì a Cunern, nella Slesia, per poter seguire lo stabilimento per l'estrazione dello zucchero dalla bieta. Qui visse con i quattro figli, presumibilmente senza le rispettive madri.